# 솔라 (바누아투)
솔라(영어: Sola)는 바누아투의 도시이다. 토르바 주의 바누아라바 섬에 위치한 도시이다. 인구는 2010년 추산 1,065명이다.